# Тя не ми е по джоба
„Тя не ми е по джоба“ (на английски: She's Out of My League) е щатска романтична комедия от 2010 г. на режисьора Джим Фийлд Смит (в режисьорския му дебют), по сценарий на Шон Андърс и Джон Морис, продуциран е от Джими Милър и Дейвид Хаусхолтър за „Парамаунт Пикчърс“ и „Дриймуъркс Пикчърс“. Главните роли се играят от Джей Барушел и Алис Ив. Продукцията на филма завършва през 2008 г. и е пуснат на 12 март 2010 г.

## Актьорски състав
| Актьор          | Роля                                                   |
| --------------- | ------------------------------------------------------ |
| Джей Барушел    | Кърк Кетнър                                            |
| Алис Ийв        | Моли Макклейш                                          |
| Ти Джей Милър   | Уендъл                                                 |
| Нейт Торънс     | Девън                                                  |
| Майк Вогел      | Джак                                                   |
| Линдзи Слоун    | Марни                                                  |
| Кристен Ритър   | Пати                                                   |
| Джоф Стътс      | Кам                                                    |
| Кайл Борнхаймър | Дилън Кетнър, брат на Кърк, който тормози Кърк         |
| Джесика Клеър   | Деби Кетнър, съпруга на Дилън, която също тормози Кърк |
| Дебра Джо Ръп   | Госпожа Кетнър, майка на Кърк                          |
| Адам Лефевър    | Господин Кетнър, баща на Кърк                          |
| Ким Шоу         | Кейти Макклейш, сестра на Моли                         |
| Шарън Могън     | Госпожа Макклейш, майка на Моли                        |
| Тревър Ийв      | Господин Макклейш, баща на Моли                        |
| Джасика Никол   | Уенди                                                  |
| Хейс Маккартър  | Рон                                                    |
| Андрю Дейли     | Господин Фулър                                         |
| Робин Шор       | Тина Джордан, любовната тръпка на Стейнър              |